# Patrizia Kummer
Patrizia Kummer (Mühlebach, 16 oktober 1987) is een Zwitserse snowboardster. Ze vertegenwoordigde haar vaderland op de Olympische Winterspelen 2014 in Sotsji en op de Olympische Winterspelen 2018 in Pyeongchang.

## Carrière
Kummer maakte haar wereldbekerdebuut in maart 2003 in Arosa, anderhalf jaar later scoorde ze in Sölden haar eerste wereldbekerpunten. In oktober 2006 finishte de Zwitserse voor de eerste maal in haar carrière in de top tien van een wereldbekerwedstrijd. In Arosa nam Kummer deel aan de FIS wereldkampioenschappen snowboarden 2007. Op dit toernooi eindigde ze als dertiende op de parallelreuzenslalom en als zeventiende op de parallelslalom. Tijdens de FIS wereldkampioenschappen snowboarden 2009 in Gangwon veroverde ze de bronzen medaille op de parallelreuzenslalom.
Op 11 december 2010 boekte de Zwitserse in Limone Piemonte haar eerste wereldbekerzege. Op de FIS wereldkampioenschappen snowboarden 2011 in La Molina eindigde Kummer als achtste op de parallelslalom en als twaalfde op de parallelreuzenslalom. In het seizoen 2011/2012 schreef ze de wereldbeker parallel op haar naam. In Stoneham nam de Zwitserse deel aan de FIS wereldkampioenschappen snowboarden 2013. Op de parallelslalom sleepte ze de zilveren medaille in de wacht, daarnaast eindigde ze als achtste op de parallelreuzenslalom. In het seizoen 2012/2013 prolongeerde ze de eindzege in de wereldbeker parallel, daarnaast won ze tevens de wereldbeker op de parallelreuzenslalom. Tijdens de Olympische Winterspelen 2014 werd Kummer olympisch kampioene op de parallelreuzenslalom, op de parallelslalom eindigde ze op de negende plaats. In het seizoen 2013/2014 behaalde de Zwitserse haar derde eindzege in de wereldbeker parallel op rij, daarnaast won ze zowel de wereldbeker op parallelslalom als de parallelreuzenslalom.
Op de FIS wereldkampioenschappen snowboarden 2015 in Kreischberg eindigde Kummer als zevende op de parallelreuzenslalom en als negende op de parallelslalom. In de Spaanse Sierra Nevada nam ze deel aan de FIS wereldkampioenschappen snowboarden 2017. Op dit toernooi veroverde ze de zilveren medaille op de parallelreuzenslalom, daarnaast eindigde ze als zevende op de parallelslalom. Tijdens de Olympische Winterspelen van 2018 in Pyeongchang eindigde de Zwitserse als zestiende op de parallelreuzenslalom.

## Resultaten

### Olympische Winterspelen
| Jaar | Plaats      | Resultaten                               |
| ---- | ----------- | ---------------------------------------- |
| 2014 | Sotsji      | 9e Parallelslalom · Parallelreuzenslalom |
| 2018 | Pyeongchang | 16e Parallelreuzenslalom                 |

### Wereldkampioenschappen
| Jaar | Plaats        | Resultaten                                  |
| ---- | ------------- | ------------------------------------------- |
| 2007 | Arosa         | 17e Parallelslalom 13e Parallelreuzenslalom |
| 2009 | Gangwon       | 24e Parallelslalom · Parallelreuzenslalom   |
| 2011 | La Molina     | 8e Parallelslalom 12e Parallelreuzenslalom  |
| 2013 | Stoneham      | Parallelslalom · 8e Parallelreuzenslalom    |
| 2015 | Kreischberg   | 9e Parallelslalom 7e Parallelreuzenslalom   |
| 2017 | Sierra Nevada | 7e Parallelslalom · Parallelreuzenslalom    |

### Wereldbeker
Eindklasseringen
| Seizoen   | Algm | PAR   | PGS    | PSL    |
| --------- | ---- | ----- | ------ | ------ |
| 2004/2005 | –    | 56e   | –      | –      |
| 2005/2006 | 103e | 39e   | –      | –      |
| 2006/2007 | 19e  | 12e   | –      | –      |
| 2007/2008 | 98e  | 39e   | –      | –      |
| 2008/2009 | 46e  | 20e   | –      | –      |
| 2009/2010 | 49e  | 23e   | –      | –      |
| 2010/2011 | 22e  | 13e   | –      | –      |
| 2011/2012 | –    | Goud  | –      | –      |
| 2012/2013 | –    | Goud  | Goud   | Zilver |
| 2013/2014 | –    | Goud  | Goud   | Goud   |
| 2014/2015 | –    | 8e    | 13e    | 4e     |
| 2015/2016 | –    | Brons | 10e    | Goud   |
| 2016/2017 | –    | Brons | Zilver | 15e    |
| 2017/2018 | –    | 18e   | 19e    | 16e    |

Wereldbekerzeges
| Datum            | Plaats            | Onderdeel            |
| ---------------- | ----------------- | -------------------- |
| 11 december 2010 | Limone Piemonte   | Parallelslalom       |
| 22 december 2011 | Carezza           | Parallelslalom       |
| 13 januari 2012  | Jauerling         | Parallelslalom       |
| 15 januari 2012  | Bad Gastein       | Parallelslalom       |
| 3 maart 2012     | Moskou            | Parallelslalom       |
| 10 maart 2012    | La Molina         | Parallelreuzenslalom |
| 12 januari 2013  | Bad Gastein       | Parallelslalom       |
| 13 december 2013 | Carezza           | Parallelreuzenslalom |
| 10 januari 2014  | Bad Gastein       | Parallelslalom       |
| 12 januari 2014  | Bad Gastein       | Parallelslalom       |
| 1 februari 2014  | Sudelfeld         | Parallelreuzenslalom |
| 20 december 2015 | Cortina d'Ampezzo | Parallelslalom       |
| 30 januari 2016  | Moskou            | Parallelslalom       |
| 3 februari 2017  | Bansko            | Parallelreuzenslalom |